# Флайт-лейтенант
Флайт-лейтенант (англ. Flight lieutenant, скор. Flt Lt ) — військове звання Королівських повітряних сил Великої Британії, а також держав які використовують британську систему військових звань (Австралія, Нова Зеландія, Пакистан та інші).  З’явилося у 1919 році, при заснуванні ВПС. За класифікацією держав членів НАТО відноситься до рангу OF-2. 
В Великій Британії де ВПС окремий вид збройних сил, наряду з сухопутними силами і військово-морськими силами, кожен з видів збройних сил має свої особливі військові звання. Флайт-лейтенант відповідає  капітану у сухопутних силах і морській піхоті, та лейтенанту у ВМС. 
Флайт-лейтенант вищий за рангом від флаїнг-офіцера і нижчий від сквадрон-лідера.

## Історія

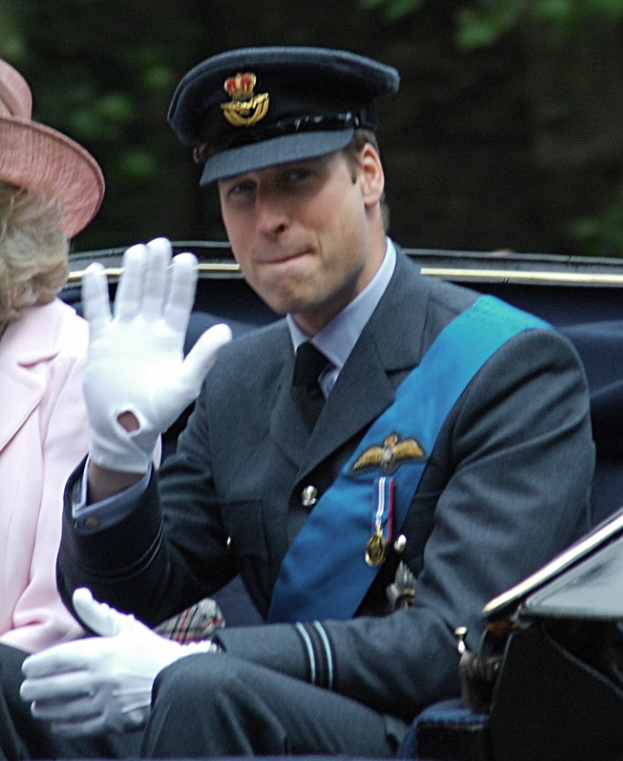
Вільям, герцог Кембриджський, у однострої флайт-лейтенанта Королівських повітряних сил

Королівські повітряні сили (RAF)  ведуть свою історію з початку офіційного формування 1 квітня 1918 року. Через рік після заснування нового виду збройних сил була затверджена нова система ієрархії власного зразка. 
З 1 квітня 1918 по 31 липня 1919 у Королівських ВПС існувало звання капітан. Знаками розрізнення капітана ВПС були дві смужки на рукаві, як у лейтенанта флоту, але з орлом та короною над смужками . З 1919 року у Королівських повітряних силах вводяться власні військові звання, капітани авіації отримують назву флайт-лейтенантів .

## Знаки розрізнення
В Королівських ВПС існують свої знаки розрізнення не пов’язані зі знаками розрізнення Сухопутних сил і побудовані на комбінації смужок різної ширини які схожі на знаки розрізнення Військово-морського флоту.
Знаками розрізнення флайт-лейтенанта є дві смужки середнього розміру розміщенні на погоні  чи рукаві.
Авіація Військово-морських сил використовує знаки розрізнення як і інші військовослужбовці ВМС (з додаванням емблеми авіації над смужками).

## Використання в інших країнах
| Країна        | Рід військ                                        | Сталене скорочення | Знаки розрізнення |
| ------------- | ------------------------------------------------- | ------------------ | ----------------- |
| Австралія     | Королівські австралійські повітряні сили (RAAF)   | FLTLT              |                   |
| Бангладеш     | Повітряні сили Бангладеш (BAF)                    |                    |                   |
| Зімбабве      | Повітряні сили Зімбабве (AFZ)                     | Flt Lt             |                   |
| Індія         | Військово-повітряні сили Індії (IAF)              | Flt Lt             |                   |
| Пакистан      | Військово-повітряні сили Пакистану (PAF)          | Ft Lt              |                   |
| Нова Зеландія | Королівські новозеландські повітряні сили (RNZAF) | FLTLT              |                   |
| Шрі-Ланка     | Повітряні сили Шрі-Ланки (SLAF)                   |                    |                   |